# 2020-as UEFA-szuperkupa
A 2020-as UEFA-szuperkupa az UEFA-szuperkupa a 45. kiírása, amely az előző szezon Bajnokok Ligája és az Európa-liga győztesének évenkénti mérkőzése. A találkozót 2020. szeptember 24-én a 2020-as Bajnokok Ligája győztese és a 2020-as Európa-liga-győztese játszotta. A mérkőzés helyszíne a budapesti Puskás Aréna volt.
A mérkőzést a Bayern München nyerte, hosszabbítás után 2–1-re, ezzel második UEFA-szuperkupa győzelmüket szerezték.

## Előzmények
2018 januárjáig kilenc pályázat (Almati, Belfast, Chișinău, Haifa, Helsinki, Minszk, Nizza, Porto, és Tirana) érkezett a döntő rendezési jogáért. A győztes portói Estádio do Dragãót 2018 májusában jelölték ki. 2020 június elején nemhivatalos hírként megjelent, hogy ha a koronavírus-járvány miatt a portugáliai Lisszabonban rendezik 2019–2020-as UEFA-bajnokok ligája záró szakaszának mérkőzéseit, akkor elveszik a szuperkupa döntő rendezését a szintén portugál Portótól. Az UEFA végrehajtó bizottsága 2020. június 17-én jelentette be, hogy a 2020-as UEFA-szuperkupát szeptember 24-én a budapesti Puskás Arénában rendezik meg. Augusztusban az UEFA engedélyezte, hogy a mérkőzést 20 000 néző előtt tartsák meg. A két döntős csapat 3000-3000 szurkolója lehetett jelen.
Labda
A mérkőzés hivatalos labdáján tíz olyan gyermek rajza látható, akik az UEFA gyermekalapítványa által támogatott programban vettek részt.

## A résztvevő csapatok
A 2019–2020-as UEFA-bajnokok ligája győztese a német Bayern München, amely ötödik alkalommal szerepelt az UEFA-szuperkupán. Az előző négy szereplésből (1975, 1976, 2001, 2013) 2013-ban nyertek.
A 2019–2020-as Európa-liga győztese a spanyol Sevilla, amely hatodik alkalommal szerepelt az UEFA-szuperkupán. Az előző öt szereplésből  (2006, 2007, 2014, 2015, 2016) 2006-ban nyertek.

## A mérkőzés
| 2020. szeptember 24. 21:00 |

| Bayern München             | 2–1 (h. u.)                 | Sevilla FC             |
| -------------------------- | --------------------------- | ---------------------- |
| Goretzka 34' Martínez 104' | (1–1, 1–1, 2–1) Jegyzőkönyv | Ocampos 13' (11-esből) |

| Puskás Aréna, Budapest Nézőszám: 15 180 Játékvezető: Anthony Taylor (angol) |

| Bayern München | Sevilla |

| GK                | 1  | Manuel Neuer (csk) |       |      |
| RB                | 5  | Benjamin Pavard    |       |      |
| CB                | 21 | Lucas Hernández    | 90+1' | 99'  |
| CB                | 4  | Niklas Süle        |       |      |
| LB                | 27 | David Alaba        | 12'   | 112' |
| CM                | 18 | Leon Goretzka      |       | 99'  |
| CM                | 6  | Joshua Kimmich     |       |      |
| RW                | 10 | Leroy Sané         |       | 70'  |
| AM                | 25 | Thomas Müller      |       |      |
| LW                | 7  | Serge Gnabry       |       |      |
| CF                | 9  | Robert Lewandowski |       |      |
| Cserék:           |    |                    |       |      |
| GK                | 26 | Sven Ulreich       |       |      |
| GK                | 35 | Alexander Nübel    |       |      |
| DF                | 17 | Jérôme Boateng     |       | 112' |
| DF                | 41 | Chris Richards     |       |      |
| MF                | 8  | Javi Martínez      |       | 99'  |
| MF                | 11 | Michaël Cuisance   |       |      |
| MF                | 19 | Alphonso Davies    |       | 99'  |
| MF                | 24 | Corentin Tolisso   |       | 70'  |
| MF                | 30 | Adrian Fein        |       |      |
| MF                | 40 | Malik Tillman      |       |      |
| MF                | 42 | Jamal Musiala      |       |      |
| FW                | 14 | Joshua Zirkzee     |       |      |
| Vezetőedző:       |    |                    |       |      |
| Hans-Dieter Flick |    |                    |       |      |

| GK              | 13 | Bono              |       |     |
| RB              | 16 | Jesús Navas (csk) |       |     |
| CB              | 20 | Diego Carlos      |       |     |
| CB              | 12 | Jules Koundé      | 55'   |     |
| LB              | 18 | Sergio Escudero   | 119'  |     |
| CM              | 8  | Joan Jordán       | 45+1' | 94' |
| CM              | 25 | Fernando          | 70'   |     |
| CM              | 10 | Ivan Rakitić      |       | 56' |
| RF              | 7  | Suso              |       | 73' |
| CF              | 9  | Luuk de Jong      |       | 56' |
| LF              | 5  | Lucas Ocampos     |       |     |
| Cserék:         |    |                   |       |     |
| GK              | 1  | Tomáš Vaclík      |       |     |
| GK              | 31 | Javi Díaz         |       |     |
| DF              | 3  | Sergi Gómez       |       |     |
| MF              | 6  | Nemanja Gudelj    |       | 73' |
| MF              | 14 | Óscar             |       |     |
| MF              | 19 | Marcos Acuña      |       |     |
| MF              | 21 | Óliver Torres     |       | 56' |
| MF              | 22 | Franco Vázquez    |       | 94' |
| FW              | 11 | Munir             |       |     |
| FW              | 15 | Júszef el-Neszjrí |       | 56' |
| FW              | 24 | Carlos Fernández  |       |     |
| FW              | 29 | Bryan Gil         |       |     |
| Vezetőedző:     |    |                   |       |     |
| Julen Lopetegui |    |                   |       |     |

| A mérkőzés játékosa: Thomas Müller (Bayern München) Asszisztensek: Gary Beswick (angol) Adam Nunn (angol) Negyedik játékvezető: Orel Grinfeld (izraeli) Videobíró: Stuart Attwell (angol) Videobíró asszisztens: Paul Tierney (angol) | A mérkőzés szabályai: - 90 perc - 30 perc hosszabbítás, ha szükséges - büntetőpárbaj, ha az állás döntetlen - 12 megnevezett cserejátékos - Legfeljebb öt cserelehetőség legfeljebb három alkalommal, a hosszabbítás során még egy cserelehetőség egy alkalommal. Az alkalmakhoz nem számítanak a félidőben, a hosszabbítás előtt és a hosszabbítás szünetében elvégzett cserék. |